# Gottfried Daniel Krummacher
Gottfried Daniel Krummacher (ur. 1 kwietnia 1774 w Tecklenburg, zm. 30 stycznia 1837 w Elberfeld (dzisiejszy Wuppertal)) – pruski kalwiński teolog.

## Życiorys
Gottfried Daniel Krummacher urodził się 1 kwietnia 1774 roku w Tecklenburgu. Jego ojcem był prawnik i burmistrz tej miejscowości Friedrich Jacob Krummacher. Gottfried miał starszego brata Friedricha Adolfa Krummachera, który również był kalwińskim teologiem.
We wczesnej młodości Gottfried był wychowywany przez babcię i ciotkę, które mieszkały w tym samym mieście. Chłopiec charakteryzował się już nieśmiałą, dziwną naturą; musiał pozwolić sobie na miano marzyciela, dziwaka. Krummacher pierwsze lata nauki szkolnej spędził w rodzinnym mieście pod ścisłym reżimem proboszcza Meese. Krummacher ukończył szkołę średnią w Hanau pod kierunkiem dyrektora Snethlage (później powołany do Joachimsthalsche Gymnasium w Berlinie). W 1790 roku Gottfried przeniósł się na uniwersytet w Duisburgu.
Po ukończeniu studiów teologii w 1798 roku Gottfried pracował jako pastor w Baerl (dzisiejszy Duisburg). W 1801 roku funkcjonował jako pastor również w Wülfrath, a od 1816 w Elberfeld.
Po względem teologii duży wpływ na Gottfrieda miał Friedrich Adolf Lampe. Gottfried był również uważany za umiarkowanego poprzednika Hermanna Friedricha Kohlbrügge. Poprzez pozbawione patosu kazanie o wolnej łasce Bożej Krummacher został przywódcą ruchu odrodzenia Dolnego Renu (niem. Erweckungsbewegung).

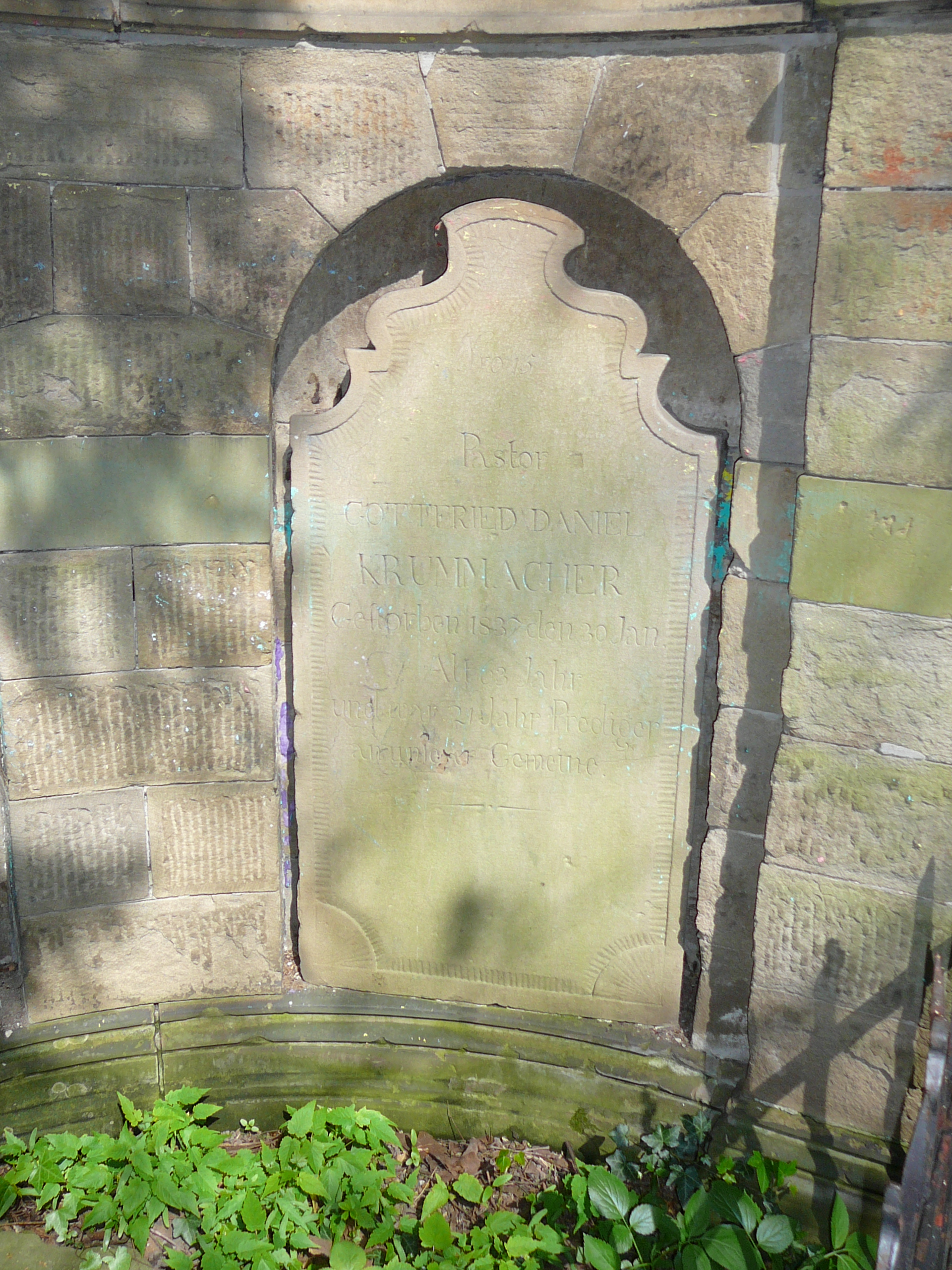
Grób Gottfrieda Daniela Krummacher na cmentarzu w Wuppertalu

15 stycznia 1834 roku Gottfried doznał udaru mózgu na ambonie podczas kazania na temat Listu do Hebrajczyków. Tylko przez krótki czas był w stanie się z tego otrząsnąć. Zmarł 30 stycznia 1837 roku.

## Życie prywatne
Gottfried Daniel Krummacher nigdy nie wziął ślubu, ani nie miał dzieci. Gdy jego siostra Meyer, wdowa po burmistrzu miasta Werther, straciła męża, Gottfried przygarnął ją i jej pięcioro dzieci do swego domu. Ona zajmowała się jego domem, a Krummacher był najbardziej lojalnym ojcem i żywicielem dzieci.

## Upamiętnienie
Pomimo wielu ostrych krawędzi i surowości, które jego zwolennicy, niestety, uważali za cnoty, Gottfried Daniel Krummacher stał się tak ważnym człowiekiem w swoich czasach i poza nimi, że był człowiekiem kompletnym o charakterze chrześcijańskim.
W miejscowościach Elberfeld i Duisburg znajdują się ulice, które zostały nazwane na jego cześć, Krummacherstraße.

## Prace
- Etwas über Reformation, Trennung und Vereinigung in zwei Vorträgen. Büschler, Elberfeld 1817, Kopia cyfrowa.
- Sollen wir in der Sünde beharren damit die Gnade desto mächtiger werde? Ein Vortrag gehalten am 24. October 1819. Funcke, Crefeld 1820, Kopia cyfrowa
- Weß soll mich trösten? Eine Predigt am Neujahrstage 1821. Hassel, Elberfeld 1821, Kopia cyfrowa.
- Drei Predigten. Hassel, Elberfeld 1824
- Die Wanderungen Israels durch die Wüste nach Kanaan. In Beziehung auf die innern Führungen der Gläubigen. 12 części. Hassel, Elberfeld 1827–1836.
- Der Weg zur Heiligkeit nach Röm 6, 12 und 14. 3 Predigten. Hassel, Elberfeld 1835.
- Hauspostille. Wahrheit zur Gottseligkeit. Eine Sammlung Predigten für alle Sonn- und Festtage. Druck und Verlag der Rheinischen Schul-Buchhandlung, Meurs 1836.
- Das Haupt der Gemeine. Fünf Predigten. Hassel, Elberfeld 1837 (Kopia cyfrowa).
- Der Regenbogen. Drei Predigten. Hassel, Elberfeld 1837. (Kopa cyfrowa)
- Jakobs Kampf und Sieg. Betrachtet in eilf Frühpredigten in den Jahren 1816–17 über 1. Mos. 32, 24–31. Hassel, Elberfeld 1838.
- Tägliches Manna für die Pilger durch die Wüste. Hassel, Elberfeld 1838.
- Gesammelte Ähren. 58 Predigten. Nebst einigen Briefen desselben. Wydane przez von Jacob Haarbeck. Verlag der Buchhandlung des Erziehungs-Vereins, Neukirchen bei Moers 1898.